# John Gollings
John Gollings, nascido em 1944 em Melbourne, é um fotógrafo de arquitetura australiano. É sobretudo conhecido pela sua técnica de fotografia noturna de arquitetura, caraterizada pela utilização de iluminação artificial auxiliar e grandes exposições.